# Elezioni comunali in Basilicata del 2007
Le elezioni comunali in Basilicata del 2007 si tennero il 27 e 28 maggio (con ballottaggio il 10 e 11 giugno).

## Matera

### Matera
| Candidati                                    | Candidati                        | II turno                | II turno                | I turno | I turno | Liste                                | Voti   | %     | Seggi |
| Candidati                                    | Candidati                        | Voti                    | %                       | Voti    | %       | Liste                                | Voti   | %     | Seggi |
| -------------------------------------------- | -------------------------------- | ----------------------- | ----------------------- | ------- | ------- | ------------------------------------ | ------ | ----- | ----- |
|                                              | Emilio Nicola Buccico ✔️ Sindaco | 19 917                  | 57,78                   | 11 208  | 28,57   | Alleanza Nazionale                   | 5 191  | 13,61 | 8     |
| Forza Italia                                 | Emilio Nicola Buccico ✔️ Sindaco | 19 917                  | 57,78                   | 11 208  | 28,57   | 2 494                                | 6,54   | 4     |       |
| Unione dei Democratici Cristiani e di Centro | Emilio Nicola Buccico ✔️ Sindaco | 19 917                  | 57,78                   | 11 208  | 28,57   | 1 816                                | 4,76   | 2     |       |
| Democrazia Cristiana per le Autonomie        | Emilio Nicola Buccico ✔️ Sindaco | 19 917                  | 57,78                   | 11 208  | 28,57   | 284                                  | 0,74   | –     |       |
| Movimento Sociale Fiamma Tricolore           | Emilio Nicola Buccico ✔️ Sindaco | 19 917                  | 57,78                   | 11 208  | 28,57   | 101                                  | 0,26   | –     |       |
|                                              | Franco Dell'Acqua                | 14 554                  | 42,22                   | 14 916  | 38,03   | L'Ulivo                              | 10 977 | 28,78 | 10    |
| Popolari UDEUR                               | Franco Dell'Acqua                | 14 554                  | 42,22                   | 14 916  | 38,03   | 3 074                                | 8,06   | 3     |       |
| Federazione dei Verdi                        | Franco Dell'Acqua                | 14 554                  | 42,22                   | 14 916  | 38,03   | 1 651                                | 4,33   | 1     |       |
| Socialisti Democratici Italiani              | Franco Dell'Acqua                | 14 554                  | 42,22                   | 14 916  | 38,03   | 1 361                                | 3,57   | 1     |       |
| La Sinistra per Matera                       | Franco Dell'Acqua                | 14 554                  | 42,22                   | 14 916  | 38,03   | 943                                  | 2,47   | –     |       |
| Partito dei Comunisti Italiani               | Franco Dell'Acqua                | 14 554                  | 42,22                   | 14 916  | 38,03   | 458                                  | 1,20   | –     |       |
| Seggio di coalizione                         | Seggio di coalizione             | Seggio di coalizione    | 42,22                   | 14 916  | 38,03   | 1                                    |        |       |       |
|                                              | Francesco Saverio Acito          | Francesco Saverio Acito | Francesco Saverio Acito | 10 471  | 26,70   | Città Domani (A)                     | 2 320  | 6,08  | 3     |
| Uniti per Matera (B)                         | Francesco Saverio Acito          | Francesco Saverio Acito | Francesco Saverio Acito | 10 471  | 26,70   | 1 280                                | 3,36   | 2     |       |
| Mo.Ma (C)                                    | Francesco Saverio Acito          | Francesco Saverio Acito | Francesco Saverio Acito | 10 471  | 26,70   | 1 227                                | 3,22   | 2     |       |
| Matera Viva (D)                              | Francesco Saverio Acito          | Francesco Saverio Acito | Francesco Saverio Acito | 10 471  | 26,70   | 1 161                                | 3,04   | 1     |       |
| Matera che Cambia (E)                        | Francesco Saverio Acito          | Francesco Saverio Acito | Francesco Saverio Acito | 10 471  | 26,70   | 1 029                                | 2,70   | 1     |       |
| Laboratorio per la Città (F)                 | Francesco Saverio Acito          | Francesco Saverio Acito | Francesco Saverio Acito | 10 471  | 26,70   | 614                                  | 1,61   | –     |       |
| Partito Repubblicano Italiano (G)            | Francesco Saverio Acito          | Francesco Saverio Acito | Francesco Saverio Acito | 10 471  | 26,70   | 395                                  | 1,04   | –     |       |
| Seggio di coalizione                         | Seggio di coalizione             | Seggio di coalizione    | Francesco Saverio Acito | 10 471  | 26,70   | 1                                    |        |       |       |
|                                              | Raffaele Giura Longo             | Raffaele Giura Longo    | Raffaele Giura Longo    | 1 393   | 3,55    | Partito della Rifondazione Comunista | 966    | 2,53  | –     |
|                                              | Salvatore Di Maggio              | Salvatore Di Maggio     | Salvatore Di Maggio     | 1 236   | 3,15    | Italia dei Valori                    | 794    | 2,08  | –     |
| Totale                                       | Totale                           | 34 471                  | 100                     | 39 224  | 100     |                                      | 38 136 | 100   | 40    |
|                                              |                                  |                         |                         |         |         |                                      |        |       |       |
| Fonte: Ministero dell'interno                |                                  |                         |                         |         |         |                                      |        |       |       |

### Pisticci
|                               | Michele Leone ✔️ Sindaco | 6 957                | 63,37 | Unione dei Democratici Cristiani e di Centro | 2 521  | 23,81 | 5  |  |  |
| Forza Italia                  | Michele Leone ✔️ Sindaco | 6 957                | 63,37 | 2 304                                        | 21,76  | 5     |    |  |  |
| Alleanza Nazionale            | Michele Leone ✔️ Sindaco | 6 957                | 63,37 | 1 652                                        | 15,60  | 3     |    |  |  |
|                               | Leonardo Calciano        | 1 781                | 16,22 | La Margherita                                | 1 322  | 12,48 | 2  |  |  |
| Uniti per il Territorio       | Leonardo Calciano        | 1 781                | 16,22 | 508                                          | 4,80   | 1     |    |  |  |
| Italia di Mezzo               | Leonardo Calciano        | 1 781                | 16,22 | 451                                          | 4,26   | –     |    |  |  |
| Seggio di coalizione          | Seggio di coalizione     | Seggio di coalizione | 16,22 | 1                                            |        |       |    |  |  |
|                               | Domenico Mastronardi     | 1 315                | 11,98 | Lista dei Cittadini                          | 1 098  | 10,37 | 1  |  |  |
| Seggio di coalizione          | Seggio di coalizione     | Seggio di coalizione | 11,98 | 1                                            |        |       |    |  |  |
|                               | Paolo Giannasio          | 925                  | 8,43  | Popolari UDEUR                               | 734    | 6,93  | –  |  |  |
| Seggio di coalizione          | Seggio di coalizione     | Seggio di coalizione | 8,43  | 1                                            |        |       |    |  |  |
| Totale                        | Totale                   | 10 978               | 100   |                                              | 10 590 | 100   | 20 |  |  |
|                               |                          |                      |       |                                              |        |       |    |  |  |
| Fonte: Ministero dell'interno |                          |                      |       |                                              |        |       |    |  |  |